# Microsoft Cortana
Cortana was een virtuele assistent ontwikkeld door Microsoft voor Windows 11, Windows 10, Windows 10 Mobile, Windows Phone 8.1, slimme speaker Invoke, Microsoft Band, Xbox One, iOS, Android, Windows Mixed Reality en sinds 2021Amazon Alexa.
Cortana kon herinneringen instellen, een natuurlijke stem herkennen zonder iets te hoeven typen, en vragen beantwoorden met behulp van informatie van de zoekmachine Bing.
Cortana was in januari 2022 beschikbaar in het Engels, Portugees, Frans, Chinees (vereenvoudigd), Duits, Italiaans, Spaans, Chinees en Japans, afhankelijk van het softwareplatform en de regio waarin het werd gebruikt. Cortana concurreerde hoofdzakelijk met assistenten zoals Siri, Google Assistant en Amazon Alexa.
Op 31 maart 2023 kondigde Microsoft het einde van de ondersteuning voor Cortana aan, wat betekende dat de assistent niet langer beschikbaar zou zijn op de meeste platforms.

## Regio's
Sinds de lancering van Cortana was deze beschikbaar in verschillende landen, zij het altijd in testversies. Sommige landen, zoals China en het Verenigd Koninkrijk, beschikten over de bètaversie van Cortana, die uitgebreider was dan de alfaversie. De alfaversie was onder andere beschikbaar in Frankrijk, Australië, Italië en Spanje.
| Taal      | Regio               | Status        | Platformen            |
| --------- | ------------------- | ------------- | --------------------- |
| Chinees   | China               | Beschikbaar   | Windows, Android, iOS |
| Duits     | Duitsland           | Beschikbaar   | Windows               |
| Engels    | Australië           | Beschikbaar   | Windows               |
| Engels    | India               | Beschikbaar   | Windows               |
| Engels    | Canada              | Beschikbaar   | Windows               |
| Engels    | Verenigd Koninkrijk | Beschikbaar   | Windows               |
| Engels    | Verenigde Staten    | Beschikbaar   | Windows, Android, iOS |
| Frans     | Canada              | Beschikbaar   | Windows               |
| Frans     | Frankrijk           | Beschikbaar   | Windows               |
| Italiaans | Italië              | Beschikbaar   | Windows               |
| Japans    | Japan               | Beschikbaar   | Windows               |
| Portugees | Brazilië            | Beschikbaar   | Windows               |
| Russisch  | Rusland             | In bespreking | Windows               |
| Spaans    | Mexico              | Beschikbaar   | Windows               |
| Spaans    | Spanje              | Beschikbaar   | Windows               |

## Updates
Microsoft Cortana werd om de twee weken bijgewerkt met een 'server-side' update. Deze updates waren onafhankelijk van de versie van Windows die op het apparaat van de gebruiker geïnstalleerd was.